# Huishan
Der Stadtbezirk Huishan (chinesisch 惠山区, Pinyin Huìshān Qū) ist ein chinesischer Stadtbezirk, der zum Verwaltungsgebiet der bezirksfreien Stadt Wuxi in der chinesischen Provinz Jiangsu gehört. Er hat eine Fläche von 327,12 km² und zählt 691.077 Einwohner (Stand: Zensus 2010). Es ist seit 2007 eine Partnerstadt von Ratingen.

## Administrative Gliederung
Auf Gemeindeebene setzt sich der Stadtbezirk aus drei Straßenvierteln und vier Großgemeinden zusammen. 